# 池戸陽平のアクアMUSIC
『池戸陽平のアクアMUSIC』（いけどうようへいのアクアミュージック）は、かつて岐阜放送ラジオで毎週水曜日の深夜に放送されていた生ワイド番組である。

## 概要
同局で放送されている番組「サンデー演歌ベスト30」につづく、池戸陽平の2つ目のラジオ番組。
前番組は「音番パラダイス」（水曜日）。
radikoの番組表では（22:00 - 24:00）（24:00 - 25:00）と、二部構成で表示されていた。
リスナーからの投稿（普通のおたより）を重点的に紹介していた。

## 主なコーナー
- 音楽の泉
- クイズ!アレがアレやでアレやわなぁ～
- 彩るMUSIC
- 演歌の泉
- 洋楽の泉
- 勝手に紅白歌合戦
- 深夜0時のアルバム

## パーソナリティ
- 池戸陽平